# Martin Cross
Martin Patrick Cross (Londra, 19 luglio 1957) è un ex canottiere britannico, vincitore della medaglia d'oro olimpica nel quattro con a Los Angeles 1984.
Quattro anni prima, a Mosca 1980, aveva vinto il bronzo nel 4 senza insieme a John Beattie, David Townsend e Ian McNuff
Con gli stessi compagni ha conquistato due bronzi mondiali nel quattro senza a Karapiro 1978 e Bled 1979.

## Palmarès
- Giochi olimpici

Mosca 1980: bronzo nel quattro senza.
Los Angeles 1984: oro nel quattro con.
- Campionati del mondo di canottaggio

Karapiro 1978: bronzo nel quattro senza.
Bled 1979: bronzo nel quattro senza.
- Giochi del Commonwealth

Edimburgo 1986: oro nel quattro con.